# Grand Prix d'Isbergues 1988
Il Grand Prix d'Isbergues 1988, quarantaduesima edizione della corsa, si svolse il 18 settembre 1988 su un percorso di 225 km, con partenza e arrivo a Isbergues. Fu vinto dal belga Jan Goessens della Lotto-Eddy Merckx davanti ai suoi connazionali Johan Museeuw e Michel Dernies.

## Ordine d'arrivo (Top 10)
| Pos. | Corridore       | Squadra                       | Tempo    |
| ---- | --------------- | ----------------------------- | -------- |
| 1    | Jan Goessens    | Lotto-Eddy Merckx             | 5h25'18" |
| 2    | Johan Museeuw   | ADR-Anti-M-Enerday            |          |
| 3    | Michel Dernies  | Lotto-Eddy Merckx             |          |
| 4    | Henk Lubberding | Panasonic-Isostar-Colnago-Agu |          |
| 5    | John Carlsen    | Fagor-MBK                     |          |
| 6    | Peter De Clercq | Lotto-Merckx-Toyota-Agu       |          |
| 7    | Peter Huyghe    | AD Renting-Anti-M-IOC-Merckx  |          |
| 8    | Martial Gayant  | Toshiba-Look-Nievre           |          |
| 9    | Mauro Ribeiro   | R.M.O.-Mavic-Liberia          |          |
| 10   | Dominique Garde | Systeme U-Gitane              |          |